# گل شاه‌عباسی

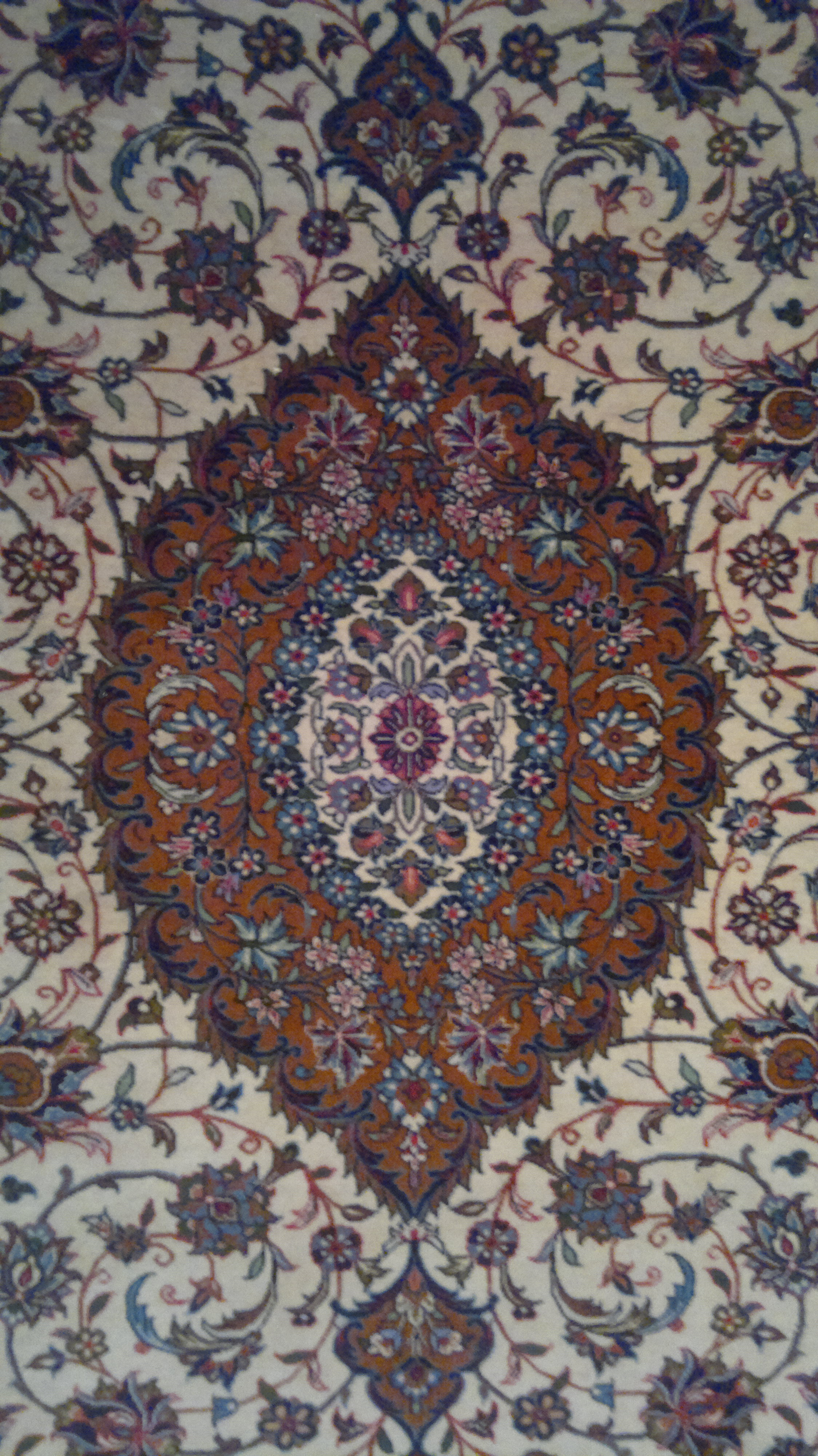
گل شاه عباسی

گل شاه‌عباسی یا گلجام در فرش بافی گلی است که هزاران سال است فکر مردمان چین و مصر را به خود جلب کرده‌است. گل شاه‌عباسی نشانه ی طراوت، و در عهد قدیم در آسیا مورد قبول بوده‌است و نماد خورشید در بین این مردمان بوده‌است. در آثار به دست آمده از استان همدان به جام برنزی بر می‌خوریم که گل شاه عباسی اولیه نقش بسته شده‌است، و با یک بند به همدیگر متصل شده‌اند  از این اثر می‌توان گفت که این گل به دوره هخامنشیان باز می‌گردد. عالی‌ترین نمونه گل‌های شاه عباسی را می‌توان در گچ بری‌های محراب مسجد مارلیک کرمان مشاهده کرد.

## تاریخچه
این طرح یکی از طرح‌های اصلی فرش ایرانی می‌باشد، که در دوره شاه عباس صفوی به اوج خود رسیده است. عباس اول که لقب شاه عباس بزرگ را گرفت از پادشاهان قدرتمند و پر نفوذ صفوی بوده‌است. شاه عباس با ازبکها، عثمانی‌ها و پرتغالی‌ها جنگید و پیروز شد، تنها به هدف حفظ سرزمین اجدادی خود. در دورهٔ حکومت این پادشاه به دلیل آنکه ساختمان‌های مجلل، مساجد شکوهمند، و گسترش عظیم بازرگانی بسیار متمایز از سایر پادشاهان حکومت صفوی بوده‌است. او برای بافت قالی و پارچه کارگاه‌های بزرگ و زیادی تأسیس کرد، که بافت این دستبافته‌ها هم دارای تزیین بسیار دل پذیر بوده، این دستبافته‌های ایرانی علاوه بر اینکه باعث زیبای کاخ‌های سلطنتی می‌شده، به بعضی از سرزمین‌های دیگر اهدا می‌شده‌اند. در این دوره حدود ۳۰۰تخته قالی ابریشمی بافته شد، که بیشتر آن‌ها در شهرهای اصفهان، کاشان بوده‌است.

## متن
شاه عباسی یکی از گل‌های می‌باشد که به دوره قبل از اسلام باز‌می‌گردد. که با نام‌های گل اناری، پنچه پلنگی نیز مشهور بوده‌است. این گل در نزد ایرانیان قدیم تقدس خاصی برخوردار می‌شده‌است. نقوش شاه عباسی به دو صورت غالب و مغلوب در شکل‌های ۴پر، ۵پر، ۶پر در زمینه فرش یا حاشیه‌های فرش به کار می‌روند. در این طرح‌های شاه عباسی از بند های ختایی و گاهی بند های اسلیمی استفاده می‌کنند. گل شاه عباسی  در گردش‌های ختایی شکل می‌گیرد. ختایی طرح و نقش‌ها و دسته‌های باریک و پیچ گل است، که نموداری از شاخه طبیعی گیاهی است. یک ختایی را نمی‌توان ختایی گل مرغی یا پروانه‌ای یا گل شاه عباسی خواند چون تعداد گل‌های ریز و درشت و گل‌های اصلی یک ختایی رانمونهٔ شاه عباسی تشکیل داد. اساساً فقط آرایه و گل شاه عباسی تکرار نمی‌شود، طرح‌های شاه عباسی با گردش‌های ختایی معنا پیدا می‌کند، ختایی هم مانند اسلیمی‌ها قانون‌ها و مبانی خاص تکنیکی و بصری خود را دارند، که حفظ و رعایت آن موجب زیبایی، لطافت، و بداعت در آثار طرح‌های شاه عباسی می‌شود.